# Roky a roky
Roky a roky (v anglickém originále Years and Years) je britský televizní seriál, který vznikl v roce 2019 ve společné produkci BBC a HBO. Seriál byl premiérově odvysílán na BBC One 14. května 2019 a na HBO dne 24. června 2019. Byla odvysílána jedna řada o šesti dílech. Seriál rozvíjí osudy jedné rodiny v Manchesteru v letech 2019–2034, jejíž členové se během 15 let vyrovnávají se společenskými a politickými zvraty, jako je jaderná válka, finanční krize, brexit, čipování lidí, LGBT práva, imigrace či zřizování koncentračních táborů.

## Děj
Dne 14. května 2019 podnikatelka Vivienne Rook způsobí rozruch, když v přímém televizním přenosu hovoří vulgárně o izraelsko-palestinském konfliktu. Rosie téhož večera porodí syna Lincolna. V následujících letech Čína postaví ve sporných vodách umělý ostrov s vojenskou základnu pojmenovanou Hong Sha Dao. Daniel se ožení s Ralphem, královna Alžběta umírá, Donald Trump v roce 2020 podruhé vyhraje ve volbách, Vivienne se ve volbách v roce 2022 neúspěšně pokouší o kandidaturu a na Ukrajině převezme kontrolu ruská armáda. Daniel jako městský úředník spravuje místní uprchlický tábor, kde se seznámí s Viktorem, který uprchl z Ukrajiny poté, co byl mučen za to, že je gay. Bethany řekne svým rodičům Stephenovi a Celestě, že je transčlověk a plánuje nahrát své vědomí do cloudu, s čímž rodiče nesouhlasí. Danielovo a Ralphovo manželství se začne hroutit, protože Daniel se začne scházet s Viktorem. Vivienne založí vlastní politickou stranu. V roce 2024 rodina slaví 90. narozeniny babičky Muriel. Jsou videohovorem spojeni s Edith, která se nachází ve Vietnamu poblíž ostrova Hong Sha Dao. Toho dne Donald Trump krátce před koncem svého mandátu nechá vystřelit jadernou raketu na Hong Sha Dao a USA tak vstoupí do války s Čínou. 
V roce 2025 se Edith, která přežila jaderný úder Hong Sha Dao, vrací do Velké Británie. V televizním rozhovoru přiznává, že byla vystavena jadernému spadu a do 20 let nejspíš podlehne nemoci z ozáření. Celeste ztrácí svou práci jako účetní, takže se Stephenem musejí prodat dům v Londýně. Jejich dcera Bethany, které je 18 let, si nechala chirurgicky implantovat senzory pod kůži. Daniel se rozvádí s Ralphem a žije s Viktorem. Viktor je nicméně v důsledku nahlášení Ralphem vyhoštěn na Ukrajinu, protože byl na černo zaměstnán. Stephen a Celeste prodávají svůj dům za více než 1,2 milionu liber. Přes noc jsou však jejich peníze znehodnoceny bankovní krizí vyvolané pádem americké investiční banky. Musejí se i s dětmi přestěhovat k babičce Muriel do jejího velkého, ale chátrajícího domu v Manchesteru. Vivienne Rook je zvolena v doplňovacích volbách do Dolní sněmovny za Manchester.
V roce 2026 přešla bankovní krize k recesi. Stephen pracuje jako cyklistický kurýr a k tomu má ještě několik dalších zaměstnání. Viktor je vyhoštěn na Ukrajinu a rozhodne se nelegálně emigrovat do jiné země a požádat o politický azyl. Rosie dostává výpověď ze školní jídelny, neboť škola začala objednávat syntetická jídla s vlastním ohřevem. Viktor uprchne do Španělska, kde požádá o azyl. Stephen se začne scházet se svou kolegyní Elaine. Celeste to zjistí, ale nic mu neřekne. Otec sourozenců Lyonových umírá na sepsi, neboť je rezistentní na antibiotika, sourozenci tak vyrážejí na pohřeb. Bethany a její kolegyně Lizzie odjíždějí do Liverpoolu, aby podstoupily nelegální kybernetickou operaci. Lizzie dostane falešný, nefunkční oční implantát, ale Bethany unikne nezraněná. V parlamentních volbách získá strana Vivienne Rook patnáct křesel v Dolní sněmovně a stane se tak třetí největší stranou.
V roce 2027 se koaliční vláda zhroutí a Vivienne Rook se stává premiérkou. Celeste přestane Stephenovi tolerovat jeho aféru, za pomoci Muriel ho vyhání k Elaine. Rosie si koupí pojízdný stravovací karavan a začne podnikat. Daniel se pokusí Viktora propašovat do Velké Británie. Společně se vydají přes kanál La Manche na přeplněné lodi z Francie. Půl míle od britského pobřeží se loď potopí. Daniel a většina ostatních migrantů se utopí. Viktor přežije a vrátí se do Manchesteru sám.
V roce 2028 rozsáhlé záplavy a dvě špinavé bomby teroristů vedou k přesídlení velkého množství obyvatel ve Velké Británii. Čtvrť, ve které bydlí Rosie, je obehnána plotem s kontrolním stanovištěm v reakci na trestnou činnost v této oblasti. Bethany je vybavena mozkovým implantátem, který jí umožňuje komunikovat přímo s internetem. Viktor je umístěn v azylovém středisku. Všichni se vzpamatovávají z Danielovy smrti, za níž Stephen viní právě Viktora. Stephen dostává novou práci ve firmě bývalého spolužáka Woodyho, tato společnost vyhraje smlouvu na správu dvou nově zřízených utajených koncentračních táborů, které zřídila vláda, aby se zbavila nepohodlných osob. Tohoto místa Stephen využívá a přes počítačový systém společnosti pošle Viktora do jednoho z táborů. Celou věc však mezi tím sleduje Bethany.
V roce 2029 se rodina po proslovu Muriel rozhodne Viktora osvobodit a zveřejnit existenci táborů. Rosie je mezitím uvězněna ve vlastní čtvrti, uvědomuje si, že je třeba něco udělat, bere tak situaci do vlastních rukou. Celeste chce uchránit Stephena před dopady odhalení existence táborů, což se jí nedaří. Stephen chce udělat správnou věc a předat veškeré informace policii, před tím však ještě postřelí Woodyho. Vivienne Rook je obviněna z organizování vražd v táborech. V roce 2034 se dozvídáme, že celý příběh je vyprávěn z pohledu Edith, jejíž vzpomínky jsou nahrány do molekul vody, aby tam mohla žít věčně. Její tělo umírá, ale její mysl je nahrána do cloudu. Není však jisté, zda se její vědomí nahrálo do Murielina virtuálního asistenta, nebo ne.

## Obsazení
| Emma Thompsonová | Vivienne Rook, charismatická podnikatelka a posléze politička                                                                |
| Rory Kinnear     | Stephen Lyons, nejstarší ze sourozenců, finanční poradce žijící v Londýně s manželkou Celeste a dvěma dcerami Bethany a Ruby |
| T'Nia Miller     | Celeste Bisme-Lyons, mzdová účetní a Stephenova žena                                                                         |
| Russell Tovey    | Daniel Lyons, městský úředník na stavebním úřadě v Manchesteru                                                               |
| Jessica Hynes    | Edith Lyons, politická aktivistka                                                                                            |
| Ruth Madeley     | Rosie Lyons, nejmladší ze sourozenců, která trpí rozštěpem páteře. Jako svobodná matka vychovává dva syny – Lee a Lincolna   |
| Anne Reid        | Muriel Deacon, babička sourozenců                                                                                            |
| Dino Fetscher    | Ralph Cousins, učitel, Danielův bývalý manžel                                                                                |
| Lydia West       | Bethany Bisme-Lyons, Stephenova a Celestina starší dcera                                                                     |
| Jade Alleyne     | Ruby Bisme-Lyons, Stephenova a Celestina mladší dcera                                                                        |
| Maxim Baldry     | Viktor Goraya, ukrajinský uprchlík a Danielův milenec                                                                        |

## Seznam dílů
| Č. v seriálu | Název     | Režie              | Scénář           | Premiéra ve VB  |
| ------------ | --------- | ------------------ | ---------------- | --------------- |
| 1            | Episode 1 | Simon Cellan Jones | Russell T Davies | 14. května 2019 |
| 2            | Episode 2 | Simon Cellan Jones | Russell T Davies | 21. května 2019 |
| 3            | Episode 3 | Simon Cellan Jones | Russell T Davies | 28. května 2019 |
| 4            | Episode 4 | Simon Cellan Jones | Russell T Davies | 4. června 2019  |
| 5            | Episode 5 | Lisa Mulcahy       | Russell T Davies | 11. června 2019 |
| 6            | Episode 6 | Lisa Mulcahy       | Russell T Davies | 18. června 2019 |

## Recenze
Seriál byl hodnocen nadprůměrně, v červnu 2021 získal v Česko-slovenské filmové databázi 82 %.
- Táňa Zabloudilová, ČT Art Roky chaosu, násilí a lásky. Stále znepokojivější seriál Roky a roky přichází na ČT art
- Jarmila Křenková, Radio Wawe Roky a roky. Futuristická sága nás ubezpečuje, že to nejhorší lidstvo teprve čeká
- Karel Veselý, A2larm Připravte se na nejhorší. Seriál Roky a roky ukazuje náš svět za patnáct let
- Mirka Spáčilová, iDNES.cz Trump dál vládne Americe, babička britské rodině
- Iva Baslarová, Heroine Seriál Roky a roky varuje před námi samými

| „                   | V záplavě dnešních seriálů je málokterý tak přímočarý, aby si vzal za cíl ukázat každodenní život v pocitově se zrychlující současnosti. Divák, který smýšlí liberálně a pravidelně sleduje zprávy, nahánějící v posledních letech civilizační úzkost, může mít dojem, že tahle rodinná minisérie vznikla z myšlenek a obrazů, které se mu převalují v hlavě. | “ |
| — Táňa Zabloudilová | |   |

| „              | Šestidílný britský televizní seriál Roky a roky (Years and Years) se pouští do předpovědi následujících patnácti let. Přes všechny jemné a velmi věrohodné detaily naší možné budoucnosti je ale na Years and Years zdaleka nejmrazivější to, jak nenápadně a potichu se Velká Británie promění v totalitní režim, v němž jsou nepohodlní lidé odváženi do koncentračních táborů. | “ |
| — Karel Veselý | |   |